# 東俊希
東俊希（2000年7月28日—），日本足球運動員，前日本20歲以下足球代表隊成員。現效力於日職球隊廣島三箭。

## 俱乐部生涯
2018年，東俊希在廣島三箭开始足球生涯。

## 日本國家足球隊
東俊希参加了2019年U-20世界盃。